# František Trutz
František Trutz (10. června 1921 Plavecký Štvrtok – 15. prosince 1997 tamtéž) byl slovenský fotbalový záložník a později kameraman Československé televize. Jeho syn František hrál za ČH Bratislava a stal se režisérem, vnuk Richard je fotbalovým rozhodčím.

## Hráčská kariéra
V československé nejvyšší soutěži hrál za Manet Považská Bystrica, vstřelil jednu prvoligovou branku. V nižších soutěžích hrál také za Handlovou.

### Prvoligová bilance
| Ročník         | Zápasy | Góly | Minuty | Klub                    |
| -------------- | ------ | ---- | ------ | ----------------------- |
| I. liga 1948   | –      | 0    | –      | Manet Považská Bystrica |
| I. liga 1949   | –      | 1    | –      | Manet Považská Bystrica |
| CELKEM I. LIGA | –      | 1    | –      |                         |